# Poropsis
Poropsis é um género monotípico de algas, pertencente à família Udoteaceae.

## Espécies
- Poropsis subunalis